# NGC 615
NGC 615 là một thiên hà xoắn ốc nhìn thấy cạnh trên nằm trong chòm sao Kình Ngư. Nó nằm ở khoảng cách khoảng 70 triệu năm ánh sáng từ Trái đất, với kích thước rõ ràng của nó, có nghĩa là NGC 615 có chiều dài khoảng 75.000 năm ánh sáng. Nó được phát hiện William Herschel vào ngày 10 tháng 1 năm 1785. NGC 615 thuộc nhóm thiên hà NGC 584, cũng bao gồm các thiên hà NGC 584, NGC 596, NGC 600 và NGC 636.

## Tính chất
Thiên hà đã được tìm thấy sở hữu một hạt nhân tách rời hóa học và năng động. Các quan sát sâu hơn cho thấy hai thành phần tách rời, với thành phần bên ngoài được xác định là một đĩa. Ở trung tâm của thiên hà (<3 "/ 0,3 kpc) đã được tìm thấy tồn tại một đĩa tuần hoàn nghiêng. Các ngôi sao trong đĩa hạt nhân có tính kim loại mặt trời và tuổi trung bình của chúng được xác định là 5 tỷ năm. Trong phình của NGC 615 (3 "-6") đã được phát hiện một thành phần khí phản tác dụng.
Xa hơn về trung tâm (8-30 ") là thành phần tách rời bên trong, nơi các ngôi sao và khí quay cùng nhau. Trục của thành phần trắc quang được quay và do đó nó được xác định là một đĩa nhỏ gọn bên trong có hình bầu dục. Đĩa này chứa các vùng HII, trong đó nổi bật nhất trong số chúng trong hình ảnh Hα là một cặp nằm đối xứng với hạt nhân ở bán kính 20 "-23". Tuổi sao trung bình trong đĩa bên trong ngoài vùng HII là 5 tỷ năm. Sự hiện diện của một hạt nhân tách rời về mặt hóa học và đĩa bên trong cho thấy sự bùng nổ thứ cấp của sự hình thành sao, có lẽ bị kích thích bởi sự đi qua của một thiên hà khác cách đây vài ngày.
Đĩa ngoài cho thấy một cặp thiên hà xoắn ốc bên ngoài có độ tương phản thấp hoặc, nhiều khả năng là một chiếc nhẫn. Độ nghiêng của nó đối với đường ngắm không quá 60°.